# Мішель Мюллер
Мішель Мюллер (фр. Michel Muller) — французький комік, актор, режисер, сценарист.

## Біографія
Мішель Мюллер народився 1966 року у Відні, Австрія. Він залишив аспірантуру, щоб побудувати кар'єру в галузі розваг. Мішель почав як художник-постановщик в театрах Франції. Згодом знімався у різних французьких телесеріалах і в другорядних кіноролях. У 2001 році знявся у фільмі Васабі разом з Жаном Рено та Ріоко Гіросуе. У 2011 році він з'явився у чотирьох епізодах канадського серіалу «Борджіа».
У 2007 році він отримав премію «Джині» за найкращу чоловічу роль другого плану у фільмі «Довідник справжнього месника» (фр. Guide de la petite vengeance)

## Фільмографія
| Рік  |   | Українська назва                       | Оригінальна назва                                   | Роль                                 |
| ---- | - | -------------------------------------- | --------------------------------------------------- | ------------------------------------ |
| 1994 | ф | Холм тисяч дітей                       | La colline aux mille enfants                        | Юго                                  |
| 1998 | ф | Шлях відкритий                         | La voie est libre                                   | начальник станції / станційний клерк |
| 1998 | ф | Потяг життя                            | Train de vie                                        | Йоссі                                |
| 1998 | ф | Американська кухня                     | Cuisine americaine                                  | Податковий інспектор                 |
| 1999 | ф | Астерікс і Обелікс проти Цезаря        | Astérix et Obélix contre César                      | Малосінус                            |
| 1999 | ф | Як рибка без води                      | Comme un poisson hors de l'eau                      | Дезіре                               |
| 1999 | ф | Орел / Решка                           | Recto / Verso                                       | Жоель                                |
| 2000 | ф | Таксі 2                                | taxi 2                                              | чоловік вагітної жінки               |
| 2000 | ф | Театр смерті                           | Promenons-nous dans les bois                        | поліцейський                         |
| 2001 | ф | Васабі                                 | Wasabi                                              | Моріс                                |
| 2003 | ф | Ключі від машини                       | Les clefs de bagnole                                |                                      |
| 2003 | ф | Фанфан-тюльпан                         | Fanfan la tulipe                                    | Транш Монтень                        |
| 2003 | ф | Поганий настрій                        | Mauvais esprit                                      | Симон Варе                           |
| 2004 | ф | Чудова четвірка                        | Les dalton                                          | директор банку                       |
| 2004 | ф | Це не я, це інший                      | C'est pas moi, c'est l'autre                        | Маріус                               |
| 2005 | ф | Життя Мішеля Мюллера прекрасніше вашої | La vie de Michel Muller est plus belle que la votre | Мішель Мюллер                        |
| 2005 | ф | Наша божевільна життя                  | La vie est a nous!                                  | Тріска                               |
| 2006 | ф | Довідник справжнього месника           | Guide de la petite vengeance                        | Робер                                |
| 2007 | ф | Бігун (к / м)                          | The Jogger                                          | Фред                                 |
| 2007 | ф | Президент Ено                          | Hénaut président                                    | П'єр Ено                             |
| 2008 | ф | Їх мораль... і наша мораль             | Leur morale ... et la notre                         | Бріколь, менеджер гіпермаркету       |
| 2008 | ф | Світське життя / Велике життя          | Cafe society / La grande vie                        | Фелікс                               |
| 2009 | ф |                                        | Tragedie Grouick                                    | озвучування                          |
| 2009 | ф | Південна ніч                           | Suite noire                                         | страховик                            |
| 2009 | с | Загадкові вбивства Агати Крісті        | Les petits meurtres d'Agatha Christie               | Жан-Шарль Юмбер (1 сезон, 7 епізод)  |
| 2010 | с | На будівництво, мосьє Таннер           | En chantier, monsieur Tanner                        | Джеф                                 |
| 2011 | с | Борджіа                                | The Borgia                                          | Король Карл VIII                     |
| 2012 | ф | Пітер                                  | Peter                                               | Флі                                  |
| 2016 | с | Чорний барон                           | Baron Noir                                          | генерал Баллеруа                     |
| 2017 | ф | Наречений на двох                      | Jour J                                              | поліцейський                         |